# 아이브이 (래퍼)
아이브이(2002년 ~)는 대한민국의 가수다. 2018년 싱글 《Summer Biz》로 데뷔했다.

## 방송
- 쇼미더머니 8 (2019) - Top87